# Les Neuf Mauvaises Réponses
Les Neuf Mauvaises Réponses : roman pour les curieux — The Nine Wrong Answers: a Novel for the Curious, dans l'édition originale britannique — est un roman policier américain de John Dickson Carr publié pour la première fois en Angleterre en 1952. Ni Henri Bencolin, ni Gideon Fell, ni Henry Merrivale, les trois détectives récurrents de cet auteur, n'apparaissent dans ce roman.
Tout comme dans Le lecteur est prévenu, Les Neuf Mauvaises Réponses est un roman qui compte des notes de bas de page destinées au lecteur. Ici, neuf questions lui sont adressées afin de lui permettre de lire attentivement certains passages du récit et de découvrir le fin mot de l'énigme avant les explications de l'auteur.
Roman singulier dans l'œuvre de John Dickson Carr, Les Neuf Mauvaises Réponses n'est ni un whodunit classique, ni un roman noir, ni une énigme de chambre close et appartient plutôt au genre du thriller anglais à la John Buchan.
Il s'agit de l'un des rares romans de J. D. Carr à se dérouler en partie aux États-Unis, l'auteur préférant le plus souvent situer l'action de ses intrigues en Angleterre.

## Personnages principaux
- La victime
  - Laurence (« Larry ») Hurst : aventurier anglais.

- Les principaux protagonistes
  - William (« Bill ») Dawson : 32 ans, aventurier anglais.
  - Gaylord (« Gay ») Hurst : oncle de Larry Hurst .
  - Joy Tennent : petite amie de Larry Hurst .
  - Hatto : valet de chambre de Gaylord Hurst.
  - Marjorie Blair : ancienne petite amie de Bill Dawson.

- Autres personnages
  - George Amberley : avocat new yorkais.
  - Inspecteur-chef Partridge : policier.
  - Inspecteur Conway : policier, frère de Patricia Conway.
  - Ronald (« Ronnie ») Wentworth : vieil ami de Bill à Londres ; bibliothécaire à Marylebone.
  - Dr Pardoner : médecin.
  - Patricia Conway : infirmière, sœur de l'inspecteur Conway.
  - Eric Cheever : riche producteur.

## Résumé
Le roman comprend 22 chapitres. L'action se déroule du 12 au 22 juin 1951.

### Mise en place de l'intrigue
Chapitres 1 à 6.
À New York, le 12 juin 1951, Larry Hurst, accompagné par sa fiancée Joy Tennent, reçoit par l'intermédiaire de l’avocat Amberley une étrange proposition de son oncle Gaylord : moyennant le versement de dix mille dollars, il viendra à Londres pendant six mois et le rencontrera tous les jeudis soirs pour lui tenir compagnie. À l'issue de ce délai, l'oncle lui lèguera son héritage. Mais Larry, traumatisé par le comportement tyrannique et sadique de Gaylord dans son enfance et son adolescence, ne souhaite pas se retrouver face à cet homme qui lui a fait tant de mal.
Pour sa part, William Dawson, qui sera surnommé « Bill » durant le reste du roman, a été convoqué dans le même cabinet juridique pour un petit héritage de sa grand-mère. Il est actuellement célibataire et désargenté. La porte du bureau de l’avocat étant entrouverte, il entend les termes du marché.
Larry ayant accepté les termes du marché, Bill rencontre brièvement l'avocat au sujet du petit héritage à recevoir. Plus tard, alors qu'il quitte le cabinet, Larry Hurst lui fait cette proposition en catimini : moyennant la remise des dix mille dollars de Gaylord Hurst, Bill va changer d'identité avec Larry. Ainsi, tandis que Larry restera avec Joy aux États-Unis, Bill se rendra en Angleterre pour rencontrer tous les jeudis Gaylord Hurst. Ce dernier ne verra pas la substitution, Bill et Larry ayant le même âge, approximativement la même carrure physique et la même voix virile. De plus l'oncle est impotent, à moitié aveugle et n'a plus revu son neveu depuis 18 ans. Plus tard, Larry, Joy et Bill se retrouvent dans une minable coffee-shop de Greenwich Village : l'affaire est finalement conclue. Les deux hommes échangent leurs habits, leurs affaires et leurs pièces d'identité. Larry lui remet le billet d'avion et la mallette contenant les dix mille dollars.
Quelques instants plus tard, Larry s'écroule au comptoir du bar, foudroyé par une dose de cyanure de potassium. Apparemment personne n'a touché à son verre. Joy, opposée aux marché proposé par Larry, boudait à plusieurs mètres de là, et les consommateurs présents dans l'établissement paraissent innocents. Effrayé par l'idée que la police le soupçonne d'être l’auteur de la mort de Larry, Bill s'enfuit et va dormir dans la propre chambre de Larry. Le lendemain, une enveloppe glissée sous la porte de sa chambre contient un article de journal : la police a considéré, au vu de la pièce d'identité retrouvée dans le veston, que le mort est William Dawson. Le vrai Bill prend alors l'avion à l'aéroport pour tenter sa chance auprès de l'oncle richissime dans l'espoir de récupérer l'héritage.

### Complications
Chapitres 7 à 14.
Le 13 juin 1951, durant le vol New York / Londres, Bill rencontre Marjorie blair, une jeune femme qu'il avait rencontrée quelques années auparavant et dont il était tombé amoureux. Ils avaient eu une relation sentimentale mais leur jalousie réciproque avait eu raison de leur liaison. Très vite, Marjorie et Bill se rendent compte qu'ils sont toujours amoureux l'un de l'autre.
Tous deux arrivés à Londres, Bill remarque que, en face de sa chambre d'hôtel londonienne, de l'autre côté de la rue, un homme le surveille avec des jumelles. Se renseignant, il apprend que l'homme serait un inspecteur de police du nom de Partridge.
Il se rend dans une banque et dépose les dix mille dollars sur un compte bancaire. À l'exception de quelques habits, l'objet le plus volumineux de Bill est une machine à écrire portable.
Le lendemain soir du 14 juin, ils rendent visite à Gaylord (Bill sous l'identité de Larry et Marjorie sous celle de Joy) : ils ont rendez-vous chez l'oncle Gaylord à 20 h.
Une vive discussion a lieu entre Bill et Gaylord. Des incidents éclatent aussi entre Bill et Hatto, le valet de chambre de Gaylord. Le dîner commence.
De manière inattendue, Joy Tennent fait son apparition dans la propriété de Gaylord. Elle aussi a pris l'avion de New York à Londres. Elle révèle le fait que Marjorie n'est pas la « vraie Joy Tennett ». Marjorie, ne pouvant pas nier cette révélation, quitte les lieux.
C'est alors que l'oncle Gaylord dit avoir été avisé par l'avocat new yorkais que Bill avait pris la place de Larry et qu'il est un imposteur. Il a la capacité de le faire condamner pour usurpation d'identité et escroquerie. Il lui propose alors un « pacte criminel » : Bill héritera de toute sa fortune s'il n'est pas tué par lui ou son domestique Hatto, dans les six prochains mois. Plus tard, il réduit cette durée à trois mois.
Bill, sonné par la soirée, quitte Gaylord vers 22 h.

### Poursuite à la BBC et coma
Chapitres 15 à 18.
Bill se rappelle soudain qu'il avait promis à un vieil ami de Londres de passer entre 22 h et 22 h 30 pour réviser le script et le scénario d'un dramatique radio devant être diffusé en direct à la BBC. Il s'y rend en catastrophe. Il se rend compte qu'il est suivi par quelqu'un.
Le poursuivant n'est autre que Hatto, muni d'un volumineux appareil. Bill informe les personnes travaillant à la BBC de la poursuite dont il fait l'objet. Tous se liguent contre Hatto, qui est expulsé des lieux. Bill a le temps de relire script et scénario avant le début du drama.
Peu après, Bill s'effondre. Il se réveille une semaine plus tard au sein d'un hôpital. Le docteur Pardoner lui apprend qu'il a été empoisonné lors de son arrivée par les touches de sa machine à écrire portable : les touches avaient été enduites de particules de radium. Il a fallu une journée pour que les particules déposées sur ses doigts se diffusent dans l'organisme. Heureusement, les touches ont été touchées peu de temps et Bill sera vite guéri.
Mais une semaine s'est passée depuis la dernière rencontre avec Gaylord. On est de nouveau jeudi (le 21 juin 1951) et il faut retourner chez l'oncle le soir même.
Bill apprend que Marjorie ne revenait pas par hasard à Londres. Elle doit en effet épouser Eric Cheever, un riche producteur, seul capable de renflouer les caisses d'une société gérée par son père. Cette société va faire prochainement faillite. Elle avait besoin seulement de l'équivalent en livres sterling de dix mille dollars. Mais Bill sait qu'il dispose de cette somme. Il la fait virer au créancier du père de Marjorie, qui n'est autre que Gaylord Hurst !

### Seconde visite et contre-attaque
Chapitres 19 à 21.
Bill rend visite pour la seconde fois à Gaylord. Une nouvelle bagarre a lieu entre Bill et Hatto. Cette fois-ci, Bill a nettement l'avantage et met le majordome KO. Il est 22 h.
C'est alors que Gaylord modifie une clause de l'entente : tout devra se jouer dans les vingt-quatre prochaines heures. Concrètement, il va tenter de tuer Bill d'ici demain soir avant 22 h. Bill quitte les lieux et se met à son plan de contre-attaque.
Pendant toute la journée du vendredi, Bill réfléchit à ce qu'il a vécu depuis 10 jours et à certains détails qui ont retenu son attention. Il envoie des télégrammes, passe des appels téléphoniques, rencontre des gens. Il a découvert qu'« on » avait déposé des micros dans sa chambre d'hôtel (oncle Gaylord ? la police/Partridge ?).
Le soir du 22 juin, vers 21 h 30, il rencontre Marjorie et lui annonce son plan de bataille. Il a décidé d'aller combattre Gaylord sur son propre terrain, c'est-à-dire à son domicile. Il va y pénétrer par une ruelle de derrière, en lançant un grappin qui lui permettra d'entrer par une fenêtre. Là, il fera en sorte de neutraliser Gaylord pour lui montrer qu'il a perdu et que c'est lui, Bill, qui a gagné le « pacte criminel ». Marjorie tente de dissuader Bill de s'y rendre, craignant une contre-attaque de Gaylord ou de Hatto.
Bill se rend donc au domicile de Gaylord. Sans être inquiété, il entre dans la vaste demeure. Il se rend dans le grand salon. Il y découvre, allongé, le vieil homme, apparemment mort. Or la police est déjà sur les lieux ! Bill entend les policiers, notamment l'inspecteur-chef Partridge, discuter entre eux de la mort de Gaylord par empoisonnement. Mais qui a tué le vieil homme ? Serait-ce Hatto ? Ou alors Joy Tennett, dont les policiers disent qu'elle était chimiste durant la Seconde Guerre mondiale et qu'elle avait la possibilité de détourner du cyanure de potassium ? Mais les policiers oublient d'évoquer le principal scénario envisagé par Bill : Gaylord s'est volontairement empoisonné pour faire rejaillir l'imputabilité de l’empoisonnement sur Bill. Celui-ci sera arrêté pour l'empoisonnement et, au regard de l'usurpation d'identité qu'il avait envisagé de pratiquer, sera condamné à mort. Ainsi Gaylord aura eu sa vengeance post-mortem !
Après avoir écouté les policiers qui lui permettent de comprendre plusieurs choses, notamment des choses étonnantes (ainsi ce n'est pas la police en général ni Partridge en particulier qui surveillait sa chambre d'hôtel), Bill quitte les lieux sans se faire voir. Il a désormais tout compris et va lancer une nouvelle contre-attaque.
Se rendant dans une cabine téléphonique, il appelle plusieurs personnes et obtient des réponses. Notamment, il convainc son vieil ami Ronald (« Ronnie ») Wentworth, bibliothécaire à Marylebone, de le cacher en un endroit où personne n'aura l'idée de le retrouver : dans le local d'une exposition actuellement consacrée à Sherlock Holmes. Avec Marjorie, il se rend dans la rue où a lieu l'exposition (Baker Street) et y retrouve Ronnie. Tous trois entrent dans les lieux. Dans le salon reconstitué de Sherlock Holmes, se trouve un homme sur un fauteuil roulant : il s'agit de l'instigateur de la manipulation et du seul et unique criminel contre lequel Bill se bat depuis le début. Et il ne s'agit ni de Gaylord, ni de Hatto !

### Dénouement et révélations finales
Chapitres 20 à 22.
L'ennemi implacable de Bill n'est autre que Larry Hurst, qui n'est jamais mort empoisonné à New York.
À la suite d'une longue conversation entre Bill et Larry, en présence de Marjorie et de Ronnie, voici comment les faits peuvent être reconstitués.

## Les «neuf Mauvaises Réponses» indiquées par l'auteur au lecteur
- Première mauvais réponse (chapitre 1) : L'auteur affirme que la discussion entre Larry et l'avocat Amberly n'est pas un coup monté à l'égard de Bill, dans le but de lui faire entendre la conversation. Larry et l'avocat ne savaient pas que Bill était dans la salle d'attente et entendait la conversation.

- Deuxième mauvais réponse (chapitre 5) : L'auteur affirme que Larry n'a pas mis en scène un faux suicide. Il a absorbé un vrai poison. Il a vraiment été empoisonné par deux grains de cyanure de potassium mis dans son verre par quelque d'autre que lui.

- Troisième mauvais réponse (chapitre 8) : L'auteur affirme que Gaylord et Hatto ne sont pas d'inoffensifs personnages. L'un des deux hommes compte effectivement assassiner Bill/Larry.

- Quatrième mauvais réponse (chapitre 9) : L'auteur affirme que les informations qu'il donne dans le cadre de ces « mauvaises réponses » sont toujours à prendre dans leur sens littéral. Elles ne signifient ni plus ni moins que ce qu'elles disent. Par ailleurs Marjorie n'est pas employée par l'avocat Amberly pour manipuler Bill.

- Cinquième mauvais réponse (chapitre 13) : L'auteur affirme que Bill n'est pas attiré par Joy Tennent et qu'il aime réellement Marjorie.

- Sixième mauvais réponse (chapitre 14) : L'auteur affirme que Gaylord est sincère quand il déclare à Bill qu'il n'a aucun policier à son service. Le complot contre Bill n'a qu'un seul instigateur et un seul criminel. Bien que l'instigateur ait un complice (Hatto), ce dernier ignore tout des véritables enjeux du projet d'assassinat de Bill.

- Septième mauvais réponse (chapitre 21) : L'auteur affirme que Gaylord ne s'est pas volontairement donné la mort.

- Huitième mauvais réponse (chapitre 21) : L'auteur affirme que Ronald (« Ronnie ») Wentworth, bibliothécaire à Marylebone, n'est pas un ennemi de Bill et qu'il lui est un véritable ami.

- Neuvième mauvais réponse (chapitre 22) : L'auteur rappelle qu'il n'a jamais affirmé dans le texte que Larry était mort. Il a indiqué que Bill, Joy et les personnes du coffee-shop pensaient, eux, que Larry était mort mais que personne ne l’avait vu, objectivement, mort. Dans les scènes avec le « faux Gaylord Hurst », l'auteur n'a jamais prétendu qu'il s'agissait du « véritable Gaylord Hurst » : il n'était Gaylord Hurst qu'aux yeux de Bill, Marjorie et Joy. L'auteur souligne qu'il a utilisé des circonvolutions (« le soi-disant oncle », « M. Hurst », « le vieil homme », etc.) pour qualifier l'ennemi de Bill, sans jamais trahir la vérité. Il s'agit là « d'une mystification tout à fait légitime ».

## Éditions
- Édition originale en anglais
  - (en) John Dickson Carr, The Nine Wrong Answers: a Novel for the Curious, Londres, Hamish Hamilton, 1952

- Éditions françaises
  - John Dickson Carr (auteur) et Mounette Lewis (traducteur), Les Neuf Mauvaises Réponses [« The Nine Wrong Answers »], Paris, Éditeurs français réunis, coll. « Énigme autour du monde », 1964, 311 p. (BNF 32941148)
  - John Dickson Carr (auteur) et Mounette Lewis (traducteur), Les Neuf Mauvaises Réponses [« The Nine Wrong Answers »], Paris, Nouvelles Éditions Oswald, coll. « Le Miroir obscur, no 53 », 1982, 201 p. (ISBN 2-7304-0177-6, BNF 34772646)
  - John Dickson Carr (auteur) et Mounette Lewis (traducteur), Les Neuf Mauvaises Réponses [« The Nine Wrong Answers »], Paris, Librairie des Champs-Élysées, coll. « Le Masque, no 2056 », 1991, 287 p. (ISBN 2-7024-2185-7, BNF 35478737)
  - John Dickson Carr (auteur) et Mounette Lewis (traducteur), Les Neuf Mauvaises Réponses [« The Nine Wrong Answers »], « in » J.D. Carr, vol. 7, Paris, Librairie des Champs-Élysées, coll. « Les Intégrales du Masque », 2003, 1438 p. (ISBN 2-7024-3081-3, BNF 39034777)
    - Ce volume omnibus réunit les romans suivants : La Main de marbre, Les Meurtres de Bowstring, La Chambre ardente, Mort dans l'ascenseur, Un coup sur la tabatière, Les Neuf Mauvaises Réponses.

## Source bibliographique
- Roland Lacourbe, John Dickson Carr : scribe du miracle. Inventaire d'une œuvre, Amiens, Encrage, 1997, p. 100-101.